# Miss Brasil 2022
Miss Brasil 2022 (ou Miss Universo Brasil 2022) foi a 68.º edição do tradicional concurso de beleza feminino de Miss Brasil, válido para a disputa internacional de Miss Universo 2022. A etapa nacional deste ano contou com apenas cinco candidatas em sua fase final presencial, tendo seu processo de escolha realizado virtualmente em formato casting com 26 aspirantes no total. Trata-se da primeira edição realizada pela franqueada nacional Marthina Brandt (Miss Brasil 2015). Ao final da cerimônia, Teresa Santos, eleita Miss Brasil 2021, passou a faixa à sua sucessora, sendo esta Mia Mamede representante do Espírito Santo.

## Histórico

### Mudança de franqueado
No dia 12 de junho de 2022, a Folha de S.Paulo, na coluna da jornalista Mônica Bergamo, anunciou que a Miss Brasil 2015 Marthina Brandt - então diretora executiva sob a gestão do franqueado Winston Ling -  assumiu a franquia nacional representando o Miss Universe Organization no país. Confirmada a saída do empresário gaúcho Winston Ling à frente da disputa, a nova gestão alterou o logotipo do certame nacional no dia posterior.
A empresária Marthina Brandt vai assumir a diretoria-geral da franquia Miss Universo Brasil, substituindo o empresário gaúcho Winston Ling. Essa será a primeira vez que uma miss ocupa a função. Marthina, que já era responsável por todas as etapas do concurso, passa a incorporar às suas atividades a gestão da franquia, com total autonomia para a tomada de decisões. A Miss Brasil 2015 afirma que sua atuação será pautada pela transparência absoluta junto ao público e inovações em relação à escolha das candidatas do concurso.
Mônica Bergamo, Folha de S.Paulo.

### Processo de seleção
Uma representante de cada Estado foi selecionada no final de maio em entrevista com membros da organização do concurso nacional, incluindo estados com mais de uma representante. Na próxima fase de eliminação, as candidatas serão avaliadas em audição online por uma banca de jurados composta por Marthina Brandt (diretora-franqueada do Miss Brasil), Carlos Totti (diretor do canal "U Miss" da TV social interativa "SoulTV") e as professoras de oratória Romilce e Caroline Colombo.
Além da entrevista com as representantes estaduais, todas deverão fornecer um vídeo de apresentação pessoal que será divulgada ao público e a nota se somará a entrevista realizada com o board do evento. As quinze semifinalistas serão então anunciadas e prosseguirão para as próximas fases. Novos jurados serão adicionados ao circuito, afim de selecionar apenas as dez que seguem à semifinal. Do corte realizado anteriormente, apenas cinco seguirão após uma nova rodada de entrevista e um vídeo com temática surpresa ainda a ser divulgada. As cinco escolhidas seguirão para a fase presencial final em São Paulo capital, onde cumprirão uma agenda de atividades e preparação para a final do evento.

### Cronograma
Com base nas movimentações da organização via mídia digital:
- 17 a 18 de junho: Divulgação das 26 candidatas estaduais.
- 23 a 25 de junho: Apresentação dos vídeos introdutórios das 26 candidatas.
- 26 de junho: Anúncio das 16 semifinalistas.[12]
- 28 de junho: Divulgação dos vídeos de curiosidades das semifinalistas.
- 29 de junho: Anúncio das 10 semifinalistas.
- 30 de junho a 2 de julho: Entrevista com as 10 candidatas.
- 4 de julho: Anúncio das 5 finalistas.
- 15 de julho: Chegada das finalistas à São Paulo.
- 18 de julho: Entrevista com os jurados.
- 19 de julho: Final do evento.

### Trívia
- Foi a primeira vez desde 1991 que o Estado do Alagoas não participou de uma edição do Miss Brasil.
  - Foi também a primeira vez que o nacional não contou com a participação de todos os estados do Brasil.
- Foi a primeira edição realizada sob o comando da Miss Brasil 2015, Marthina Brandt.
  - E a primeira vez que a final do evento contou apenas com 5 candidatas.
- Da 26 aspirantes ao título, 6 já disputaram a coroa em anos anteriores.
  - Curiosamente, de todas, apenas a representante do Maranhão não tinha experiência prévia em concursos de beleza.
- Primeira vez que uma representante do estado do Espírito Santo vence a etapa nacional.
- Diversas candidatas estavam na idade limite de participação do evento, tanto que a média das idades deste ano foi de 24 anos.
  - A mais nova foi a representante da Paraíba (Joyce Freitas) com 20 anos de idade.
  - Já as mais velhas foram: Acre (Juliana Melo), Ceará (Luana Lobo), Rio Grande do Sul (Alina Furtado) e Santa Catarina (Fernanda Souza) com 27 cada.
- De todas as candidatas, apenas 3 não eram nascidas nos Estados que representaram: MA (nascida em Goiás), SC (em São Paulo) e SP (em Minas Gerais).
- A representante do Tocantins (Phatricia Araújo) é homossexual.[13]

## Resultados

### Colocações
| Posição               | Estado e Candidata |
| --------------------- | --- |
| Miss Brasil 2022      | - Espírito Santo - Mia Mamede |
| 2.ª Colocada          | - Amazonas - Rebeca Portilho |
| 3.ª Colocada          | - Minas Gerais - Isadora Murta |
| 4.ª Colocada          | - Ceará - Luana Lobo |
| 5.ª Colocada          | - Rio Grande do Sul - Alina Furtado |
| Top 10 Semifinalistas | - Bahia - Amanda Malaquias - Maranhão - Natália Seipel - Mato Grosso - Eduarda Zanella - Paraná - Shaienne Borges - Rio de Janeiro - Esthefane Souza         |
| Top 16 Semifinalistas | - Pará - Beatriz Ornela - Paraíba - Joyce Freitas - Piauí - Jessyca Castro - Roraima - Kalyana Machado - São Paulo - Adrielle Pieve - Sergipe - Ingrid Prata |

### Ordem dos anúncios
| 1. Amazonas 2. Bahia 3. Ceará 4. Espírito Santo 5. Maranhão 6. Mato Grosso 7. Minas Gerais 8. Pará 9. Paraíba 10. Paraná 11. Piauí 12. Rio de Janeiro 13. Rio Grande do Sul 14. Roraima 15. São Paulo 16. Sergipe | 1. Minas Gerais 2. Mato Grosso 3. Ceará 4. Rio de Janeiro 5. Espírito Santo 6. Maranhão 7. Paraná 8. Amazonas 9. Bahia 10. Rio Grande do Sul | 1. Amazonas 2. Ceará 3. Espírito Santo 4. Minas Gerais 5. Rio Grande do Sul |

## Respostas Finais

### Pergunta individual
Questionada pelo jurado Drº João Antônio sobre a educação como ferramenta de transformação na sociedade, a vencedora respondeu:
| “ | A educação ela é fundamental pra gente formar cidadãos que vão ser produtivos e participativos na nossa sociedade. Precisamos cada vez mais incluir o maior número de pessoas: de grupos étnicos diferentes, raças diferentes, culturas, religiões, incluir mais mulheres principalmente. Porque cada um sabe a dor que tem e cada um sabe o que precisa ser mudado na sociedade, então precisamos da educação pra agregar cada vez mais pessoas e juntos, criar um mundo que queremos viver. | ” |

Mia Mamede, Miss Universo Espírito Santo 2022.

### Pergunta geral
Questionada sobre a violência contra a mulher no Brasil, a vencedora respondeu:
| “ | A minha responsabilidade como miss é ser um exemplo pra outras mulheres. E o papel da miss vem evoluindo muito desde quando ele foi construído, lá em 1950. A miss do século 21, ela tem que ser profissional, ela tem que ter uma visão, ela tem que ter um propósito, saber pro o que ela veio, ela é uma miss empoderada. Então eu quero ser este exemplo para outras jovens meninas, eu quero incentivar mais mulheres a pegar posições de lideranças, pra que elas possam fazer parte da mudança que a gente precisa. Desde mudar a educação pra desconstruir o machismo enraizado que nós temos ainda nesse País, e essa educação ela começa em casa, ela é nas escolas, e ela é sim em mulheres de posições de liderança criando projetos sociais que vão atingir a toda a população. Muito obrigada. | ” |

Mia Mamede, Miss Universo Espírito Santo 2022.

## Jurados

### Final
Ajudaram a definir a vencedora:
1. Fabio Arruda, consultor de etiqueta;
2. Drº. Gustavo Aquino, cirurgião-plástico da Concept Clinic;
3. Renata Kuerten, modelo e apresentadora do Esquadrão da Moda;
4. Drº. João Antônio, médico especialista em emagrecimento e longevidade;
5. Fábio Luís de Paula, jornalista da Folha de S.Paulo;
6. Leonardo Gaspar, médico psiquiatra;
7. Gabriela Manssur, jurista e política.
8. Ariana Lima, fotógrafa;

| Deram notas nesta fase com as cinco finalistas, os jurados: 1. Fábio Luís de Paula, jornalista da Folha de S.Paulo; 2. Leonardo Gaspar, médico psiquiatra; 3. Gabriela Manssur, jurista e política. 4. Ariana Lima, fotógrafa; | Ajudaram a definir as 15 semifinalistas: 1. Marthina Brandt, diretora-franqueada do Miss Brasil; 2. Carlos Totti, diretor do canal "U Miss" da TV social interativa "SoulTV"; 3. Romilce Colombo, palestrante e professora de oratória; 4. Caroline Colombo, palestrante e antropóloga; |

## Candidatas
Abaixo constam as 26 candidatas em busca do título nacional deste ano, já que Alagoas não apresentou candidata:
| Unidade federativa  | Candidata                         | Idade | Altura | Origem               | Ref.   |
| ------------------- | --------------------------------- | ----- | ------ | -------------------- | ------ |
| Acre                | Juliana Teixeira Rodrigues Melo   | 27    | 1.76   | Cruzeiro do Sul      | [ 20 ] |
| Amapá               | Lycia Maria Ribeiro da Costa      | 24    | 1.75   | Macapá               | [ 21 ] |
| Amazonas            | Rebeca de Jesus de Souza Portilho | 24    | 1.75   | Manaus               | [ 22 ] |
| Bahia               | Amanda Malaquias Barreto          | 26    | 1.73   | Ibipeba              | [ 23 ] |
| Ceará               | Luana Carvalho Lobo               | 27    | 1.73   | Fortaleza            | [ 24 ] |
| Distrito Federal    | Marina "Nina" Assis               | 25    | 1.77   | Taguatinga           | [ 25 ] |
| Espírito Santo      | Maria Eugênia "Mia" Mamede        | 26    | 1.70   | Vitória              | [ 26 ] |
| Goiás               | Camilla Mariana Gomide Reis       | 25    | 1.74   | Anápolis             | [ 27 ] |
| Maranhão            | Natália Seipel Nikolić            | 24    | 1.78   | Goiânia              | [ 28 ] |
| Mato Grosso         | Eduarda da Rosa Zanella           | 21    | 1.75   | Tangará da Serra     | [ 29 ] |
| Mato Grosso do Sul  | Giovanna Grigolli                 | 25    | 1.74   | Três Lagoas          | [ 30 ] |
| Minas Gerais        | Isadora Murta Valente             | 24    | 1.70   | Contagem             | [ 31 ] |
| Pará                | Beatriz Guerche Ornela Arrifano   | 21    | 1.80   | Belém                | [ 32 ] |
| Paraná              | Shaienne Emillinn Borges          | 26    | 1.70   | São José dos Pinhais | [ 33 ] |
| Paraíba             | Joyce Sthephanny Freitas          | 20    | 1.70   | Solânea              | [ 34 ] |
| Pernambuco          | Ana Luiza Gonçalves da Nóbrega    | 26    | 1.73   | Petrolina            | [ 35 ] |
| Piauí               | Jessyca Machado Silva Castro      | 24    | 1.68   | Teresina             | [ 36 ] |
| Rio de Janeiro      | Esthéfane Souza da Silva          | 26    | 1.70   | Volta Redonda        | [ 37 ] |
| Rio Grande do Norte | Maria Eduarda Ferreira Morais     | 24    | 1.78   | Natal                | [ 38 ] |
| Rio Grande do Sul   | Alina Guastucci Furtado           | 27    | 1.70   | Piratini             | [ 39 ] |
| Rondônia            | Kamila Carolina da Costa Coelho   | 22    | 1.70   | Vilhena              | [ 40 ] |
| Roraima             | Kalyana Machado Barros            | 23    | 1.74   | Caracaraí            | [ 41 ] |
| Santa Catarina      | Fernanda Maria do Carmo Souza     | 27    | 1.70   | São Paulo            | [ 42 ] |
| São Paulo           | Adrielle Pieve de Castro          | 26    | 1.74   | Três Pontas          | [ 43 ] |
| Sergipe             | Ingrid Silva Prata                | 21    | 1.75   | Salgado              | [ 44 ] |
| Tocantins           | Phatricia Costa Araújo            | 21    | 1.77   | Palmas               | [ 45 ] |

## Quadro de coordenadores estaduais
Abaixo consta o quadro com novos e antigos coordenadores regionais:
     Nova coordenação estadual.
| Estado              | Coordenador(a)        | No cargo desde |
| ------------------- | --------------------- | -------------- |
| Acre                | Ana Meire Lima        | 2005           |
| Amapá               | Enyellen Sales        | 2011           |
| Amazonas            | Miro Sampaio          | 2021           |
| Bahia               | Juliana Alves         | 2022           |
| Ceará               | Guilhermino & Valéria | 2018           |
| Distrito Federal    | Mayck Carvalho        | 2019           |
| Espírito Santo      | Nabila Furtado        | 2019           |
| Goiás               | Raffael Rodrigues     | 2021           |
| Maranhão            | Dominique Silva       | 2022           |
| Mato Grosso         | Muryllo Lorensoni     | 2022           |
| Mato Grosso do Sul  | Muryllo Lorensoni     | 2021           |
| Minas Gerais        | Márcio Bonfim         | 2022           |
| Pará                | Nathália Lago         | 2022           |
| Paraíba             | George Azevêdo        | 2019           |
| Paraná              | Cris Ranzani          | 2021           |
| Pernambuco          | Romildo Alves         | 2021           |
| Rio de Janeiro      | Luís Costa            | 2021           |
| Rio Grande do Norte | George Azevêdo        | 2011           |
| Rio Grande do Sul   | Marcelo Sóes          | 2017           |
| Roraima             | Paulo Silas Valente   | 2016           |
| Santa Catarina      | Marcelo Sóes          | 2021           |
| São Paulo           | Éder Ignácio          | 2021           |
| Sergipe             | Luiz Plínio           | 2018           |
| Tocantins           | Raffael Rodrigues     | 2018           |

Os Estados abaixo ainda não possuem uma coordenação definida:
1. Alagoas
2. Piauí
3. Rondônia

## Candidatas em outros concursos
O histórico das candidatas ao título deste ano:
| Miss Brasília CNB - 2022: Distrito Federal - Nina Assis (2.º. Lugar) - (Representando a cidade satélite de Taguatinga) Miss Goiás Universo - 2021: Goiás - Camilla Gomide (Top 04) - (Representando o município de Anápolis) Miss Minas Gerais "BE Emotion" - 2016: São Paulo - Adrielle Pieve - (Representando o município de Três Pontas) Miss Pernambuco Universo - 2021: Pernambuco - Ana Luiza Gonçalves (2.º. Lugar) - (Representando o município de Petrolina) Miss Piauí "BE Emotion" - 2018: Piauí - Jessyca Castro (3.º. Lugar) - (Sem representação específica) Miss Rio de Janeiro Universo - 2021: Rio de Janeiro - Esthéfane Souza (2.º. Lugar) - (Representando o município de Volta Redonda) Miss Rio Grande do Norte "BE Emotion" - 2016: Rio Grande do Norte - Madu Morais (4.º. Lugar) - (Representando o município de Nísia Floresta) Miss Rio Grande do Sul "BE Emotion" - 2017: Rio Grande do Sul - Alina Furtado (3.º. Lugar) - (Representando o município de Pelotas) Miss São Paulo "BE Emotion" - 2018: Bahia - Amanda Malaquias (Top 09) - (Representando o município de São Bernardo do Campo) Miss Brasil - 2018: Mato Grosso do Sul - Giovanna Grigolli - (Representando o Estado do Mato Grosso do Sul no Rio de Janeiro) - 2019: Ceará - Luana Lobo (2.º. Lugar) - (Representando o Estado do Ceará em São Paulo) - 2020: Ceará - Luana Lobo (5.ª Alternativa) - (Considerada a 5.ª alternativa ao posto de Miss Brasil 2020) - 2021: Acre - Juliana Melo - (Representando o Estado do Acre em São Paulo) - 2021: Minas Gerais - Isadora Murta (Top 10) - (Representando o Estado de Minas Gerais em São Paulo) - 2021: Amazonas - Rebeca Portilho (5.º. Lugar) - (Representando o Estado do Amazonas em São Paulo) Miss Brasil Latina - 2016: São Paulo - Adrielle Pieve (Top 14) - (Representando o Estado de Minas Gerais em Recife) | Miss Mundo Brasil - 2015: Amapá - Lycia Ribeiro (33.º. Lugar) - (Representando a Ilha de Santana em Florianópolis) - 2019: Rio de Janeiro - Esthéfane Souza (Top 20) - (Representando o Estado do Rio de Janeiro em Bento Gonçalves) - 2019: Santa Catarina - Fernanda Souza (2.º. Lugar) - (Representando a região turística de Caminho dos Príncipes em Bento Gonçalves) - 2021: Rio Grande do Sul - Alina Furtado (2.º. Lugar) - (Representando o Estado do Rio Grande do Sul em Brasília) Belezas do Brasil - 2018: São Paulo - Adrielle Pieve (3.º. Lugar) - (Representando o Estado de Minas Gerais em São Bernardo do Campo) - 2022: Rio de Janeiro - Esthéfane Souza (11.º. Lugar) - (Representando o Estado do Maranhão em Natal) Miss Brasil Supranational - 2021: Tocantins - Phatricia Araújo (6.º. Lugar) - (Representando o Estado do Tocantins em Brasília) Miss Teen Brasil Universe - 2020: Paraíba - Joyce Freitas (Vencedora) - (Representando o Estado da Paraíba em Natal) Miss Supranational - 2019: Santa Catarina - Fernanda Souza - (Representando o Brasil em Katowice, Polônia) Miss Global - 2019: São Paulo - Adrielle Pieve (3.º. Lugar) - (Representando o Brasil em Oaxaca, México) Miss Turismo Internacional - 2019: Paraná - Shaienne Borges - (Representando o Brasil em Kuala Lumpur, Malásia) Miss Teen Mundial - 2019: Pará - Beatriz Ornela - (Representando o Brasil em San Salvador, El Salvador) Miss Teen Universe - 2019: Mato Grosso - Eduarda Zanella (Vencedora) - (Representando o Brasil na Cidade do Panamá, Panamá) Miss Global International - 2013: Bahia - Amanda Malaquias (7.º. Lugar) - (Representando o Brasil em Montego Bay, Jamaica) Miss Model Juvenil International - 2012: Bahia - Amanda Malaquias (Vencedora) - (Representando o Brasil em Guaiaquil, Equador) |